# منطقه ۹
منطقه ۹ (به انگلیسی: District ۹) نام یک فیلم در ژانر تصاویر پیدا شده و علمی-تخیلی محصول کشور آفریقای جنوبی در سال ۲۰۰۹ است.
کارگردان این فیلم که در ۱۴ اوت ۲۰۰۹ اکران شده، نیل بلومکمپ و نویسنده داستان آن نیز نیل بلومکمپ و تری تاچل هستند.
تهیه‌کننده فیلم، پیتر جکسون تهیه‌کننده شناخته‌شده‌ای است که در کارنامهٔ خود آثاری چون سه‌گانهٔ «ارباب حلقه‌ها» و سه گانه《هابیت》و «کینگ کونگ» را داراست. فیلم پس از اکران، در مقایسه با هزینهٔ ساخت خود به فروش بالایی دست یافت.

## خلاصه داستان
موجودهای فضایی بیش از بیست سال است که با سفینه‌ای بزرگ به زمین آمده‌اند و آن را بر فراز حومه شهر ژوهانسبورگ پایتخت آفریقای جنوبی به حالت معلق در هوا نگه‌داشته‌اند. در سال اول ورودشان مردم زمین منتظر حمله فضاییان یا پیشرفت بزرگی در فناوری به خاطر تماس با آن‌ها هستند. اما هیچ‌یک از این دو اتفاق نیفتاد و فضاپیمای آن‌ها همچنان تا ماه‌ها در آسمان بی‌حرکت می‌ماند تا اینکه پس از ماه‌ها جامعه جهانی تصمیم به گشودن درهای فضاپیما می‌کند.
آن‌ها فضای درون فضاپیما را مملو از موجودات فضایی می‌یابند که دچار فقر و مریضی هستند. هیچ‌کس توضیحی برای اینکه به چه دلیل دچار چنین سرنوشتی شده‌اند نمی‌یابد.
زیر فشارهای جامعه جهانی، دولت آفریقای جنوبی برنامه‌ای برای اسکان این موجودات فضایی در نظر می‌گیرد. آن‌ها در حومهٔ شهر در جایی به نام «منطقه ۹» اسکان داده می‌شوند و امور مربوط آن‌ها به سازمانی خصوصی به نام سازمان «چندملیتی متحد» (MNU) سپرده می‌شود. منطقهٔ ۹ به راستی به یک زاغه‌نشین تمام عیار برای بیگانگان تبدیل می‌شود.
مردم این آدم‌های فضایی را به خاطر شکل ظاهری‌شان «میگو» می‌نامند که البته به نوعی جیرجیرک ساکن آفریقای جنوبی اشاره دارد که در آن کشور «میگوی پارک‌تاونen:Parktown prawn» نامیده می‌شود.
در طول فیلم پرده از اسرار دیگری برداشته می‌شود، از جمله اینکه سازمان MNU که در ابتدا به دلیل به انحصار درآوردن تکنولوژی به کار رفته در جنگ‌افزارهای بیگانه‌ها مسئولیت ساماندهی آن‌ها را بر عهده گرفته بود، به صورت مخفیانه دست به تحقیقات وحشیانه و غیرمجاز بر روی بیگانه‌ها می‌زند. هدف از این کار دست یافتن به تکنولوژی جنگ‌افزارهای بیگانگان است که تکنولوژی و قدرت تخریب بسیار بالایی دارند، جنگ‌افزارهایی که به دلیل برخورداری از ضامن امنیتی بیولوژیکی فقط در دست بیگانگان شروع به کار می‌کند.
یکی از کارکنان سازمان «چندملیتی متحد» به نام «ویکوس فان در مِروه» (شارلتو کاپلی) در عملیات تخلیه منطقه ۹ برای اسکان آن‌ها در جای دیگر، به نوعی مادهٔ سیاه رنگ آلوده می‌شود و بدنش به آهستگی و تدریجاً با تغییر ماهیت روبه‌رو می‌شود. او زمانی به خود می‌آید که یکی از دست‌های او تا نزدیک آرنج شبیه به دست بیگانگان فضایی شده‌است. برای همین به سرعت تبدیل به گزینهٔ خوبی برای آزمایش‌های سازمان متبوع خود می‌شود. او اما پس از فرار از آزمایشگاه سازمان، به منطقهٔ ۹ پناه می‌برد و بر حسب تصادف همان مکانی برمی‌خورد که کپسول حاوی مادهٔ سیاه رنگ را در آن یافته بود و مصادره کرده بود. افزون بر این او درمی‌یابد که آن کپسول ازآن یکی از بیگانگان به نام «کریستوفِر جوهانسِن» است که توانایی هدایت سفینهٔ مادر را داراست. کریستوفر در طول این بیست سال در حال جمع‌آوری قطره به قطرهٔ ماده سیاه از باقی‌مانده‌های تجهیزات بیگانگان بوده‌است که از بدشانسی او «فان در مروه» از راه می‌رسد و زحمت او را به دلیل مصادرهٔ کپسول حاوی ماده سیاه به باد می‌دهد.
از آنجا که «فان در مِروه» درمی‌یابد کریستوفر می‌تواند به وسیلهٔ مادهٔ سیاه و تجهیزات پزشکی موجود در سفینهٔ مادر، او را به شکل ابتدایی برگرداند، به او کمک می‌کند تا به ساختمان سازمان MNU نفوذ کنند و کپسول حاوی ماده سیاه را بیابند. آن‌ها سرانجام کپسول را بدست می‌آورند، ولی در حین تعقیب و گریز و درگیری با سربازان سازمان، «فان در مِروه» از رفتن به سفینه بازمی‌ماند. در لحظه‌های آخر، کریستوفر به او قول می‌دهد در کوتاه‌ترین زمان ممکن (سه سال زمینی) بازگردد تا هم همگونه‌های خود را از آنجا ببرد و هم او را به شکل ابتدایی خود بازگرداند.
پردهٔ آخر فیلم فان در مروه را نشان می‌دهد که هم‌اینک به‌طور کامل به شکل بیگانه‌ها درآمده و از شناسایی انسان‌ها در امان است. او روزهای خود را در منطقه ۱۰ _که جایگزینی به نسبت بهتر برای منطقه ۹ است_ می‌گذراند و در انتظار بازگشت کریستوفر است و گاهی با فلزپاره‌های زباله‌ها، هدیه‌ای به شکل گل درست می‌کند و پنهانی جلوی خانه همسرش قرار می‌دهد. دریافت این گل‌ها باعث تعجب و در فکر فرورفتن او می‌شود و امید زنده بودن همسرش را زنده نگاه می‌دارد.

## بازیگران
- شارلتو کاپلی… ویکوس فان در مروه
- جیسون کوپ…گری برادنم
- ویلیام آلن یانگ… دیک میشلز
- روبرت هوپ… راس
- کنت نوسی… توماس
- ونسا هاوود… تانیا ون

## جوایز
| جایزه گلدن گلوب ۲۰۱۰ | بهترین فیلمنامه          | نیل بلومکمپ، تری تچل     | نامزد |
| جایزه اسکار ۲۰۱۰     | بهترین فیلمنامه اقتباسی  | نیل بلومکمپ، تری تچل     | نامزد |
| جایزه اسکار ۲۰۱۰     | بهترین فیلم              | نیل بلومکمپ و پیتر جکسون | نامزد |
| جایزه اسکار ۲۰۱۰     | بهترین جلوه‌های کامپیوتری |                          | نامزد |
| جایزه اسکار ۲۰۱۰     | بهترین تدوین             | جولین کلارک              | نامزد |